# Amrock

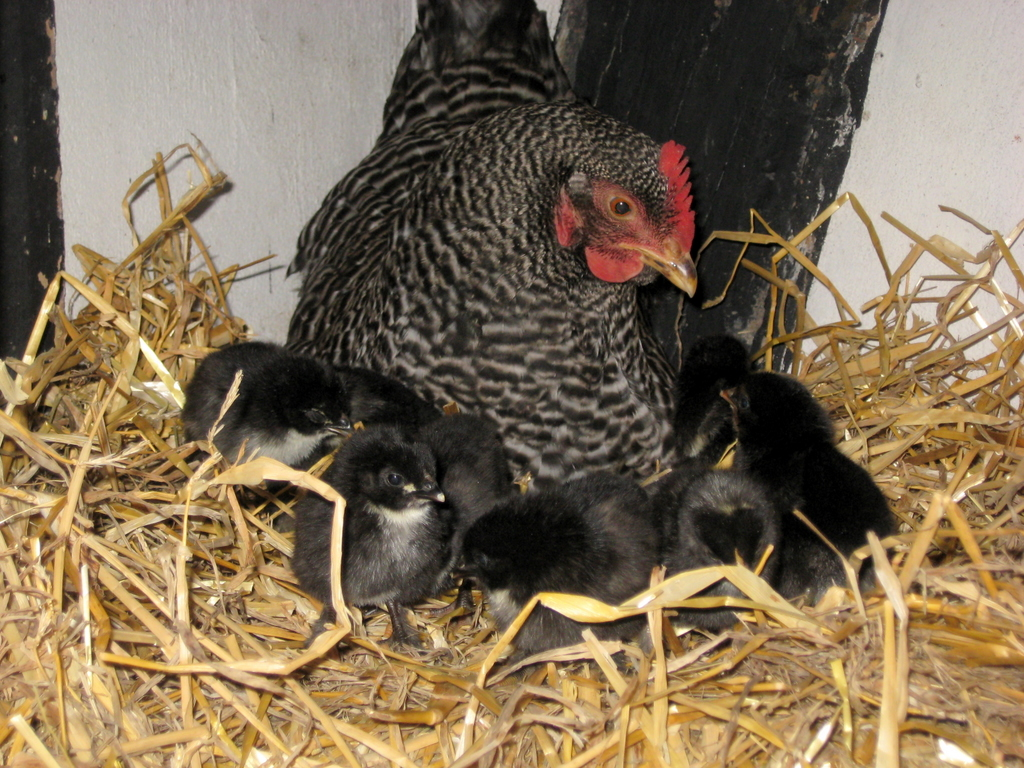
Amrock kotló csibéivel

Az amrock egy amerikai gazdaságilag hasznosított tyúkfajta.

## Fajtatörténet
Amerikában tenyésztették ki gazdasági céllal. Kitenyésztéséhez dominikai tyúkot, fekete cochin és fekete jávai tyúkokat használtak. 1874-ben lett hivatalosan is elismert fajta kendermagos színben. Európában 1961-ben lett elismerve önálló fajtaként.

## Fajtabélyegek, színváltozatok
Törzse közepesen hosszú, széles, mély és telt. Háta közepesen hosszú, az teljes hosszában széles, a nyaktól a nyeregig majdnem teljesen vízszintes. Farktollak ugyancsak közepesen hosszúak, szélesen tartott. Melltájék jól lekerekített, széles és mély. Szárny közepesen hosszú. Fej közepes nagyságú, arca sima, esetleg enyhén szőrözött. Szemek nagyok, előreállóak, vörösesbarna. Csőr rövid, erős, enyhén hajlított, sárga. Taraj egyszerű, középes méretű, egyenes, 4-6 fogazattal. Első és utolsó fogazat kisebb a többinél. Füllebeny hosszúkás, sima, piros. Tokalebeny sima és hosszú. Nyak közepes hosszúságú, gazdagon tollazott. Széles terpeszű az állása, csüd erős, sárga, 4 egyenes ujjal. Tollazat: tollak viszonylag szélesek. 
Színek: Sávozott

## Tulajdonságai
Gyors növekedésű, harang alakú, még napjainkban is viszonylag jó gazdasági mutatókkal bízó fajta több évig is jó tojásprodukciót mutat. A húsminősége jó. Robusztus és nincsenek különös elvárásai, igényei a tartással kapcsolatban. Idősebb korban azonban hajlamosak az elzsírosodásra, amennyiben nem figyelünk oda a takarmány összetételére és ez esetben csökkenthet a tojásprodukció. 
Különlegességük, hogy a nemek már napos csibe korban elkülöníthetőek. A fiatal leendő kakasoknak ugyanis egy fehér foltocska van a fejükön, ami a tojóknál hiányzik. Egy-kettőben ivarérettek lesznek. A tojók kotlási hajlama csaknem teljesen el lett nyomva a kitenyésztésük során! Ezért egy kotlós ennél a fajtánál igen ritka, ha egyáltalán előfordul. 
Nyugodt természetűek és nem szívesen repülnek. 
| Általános tulajdonságok: | Általános tulajdonságok:        |
| ------------------------ | ------------------------------- |
| Súlya                    | kakas 3 - 4 kg, tojó 2,5 - 3 kg |
| Gyűrűmérete              | kakas 22, tojó 20               |
| Tenyésztojás tömege      | 58 g                            |
| Tojáshéj színe           | sárga, sárgásbarna              |
| Éves tojáshozama         | 220-240 db[forrás?]             |